# Église Saint-Jean de Calcutta
L’église Saint-Jean (en anglais Saint-John’s Church), située Council House Street, au cœur du quartier commercial et administratif de Calcutta, est un édifice religieux anglican de Calcutta. Construite de 1784 à 1787 elle fut la cathédrale anglicane de la capitale de l’empire des Indes de 1814 à 1847. Elle est aujourd’hui simple église paroissiale. Avec l'église arménienne (1724) et l'église de l'ancienne Mission (1767) elle est une des trois plus anciennes églises de la ville de Calcutta. 

## Histoire
Une petite église située à l’intérieur du Fort William et datant de 1709, 'Sainte-Anne', est détruite lors du siège de Calcutta en 1756. 

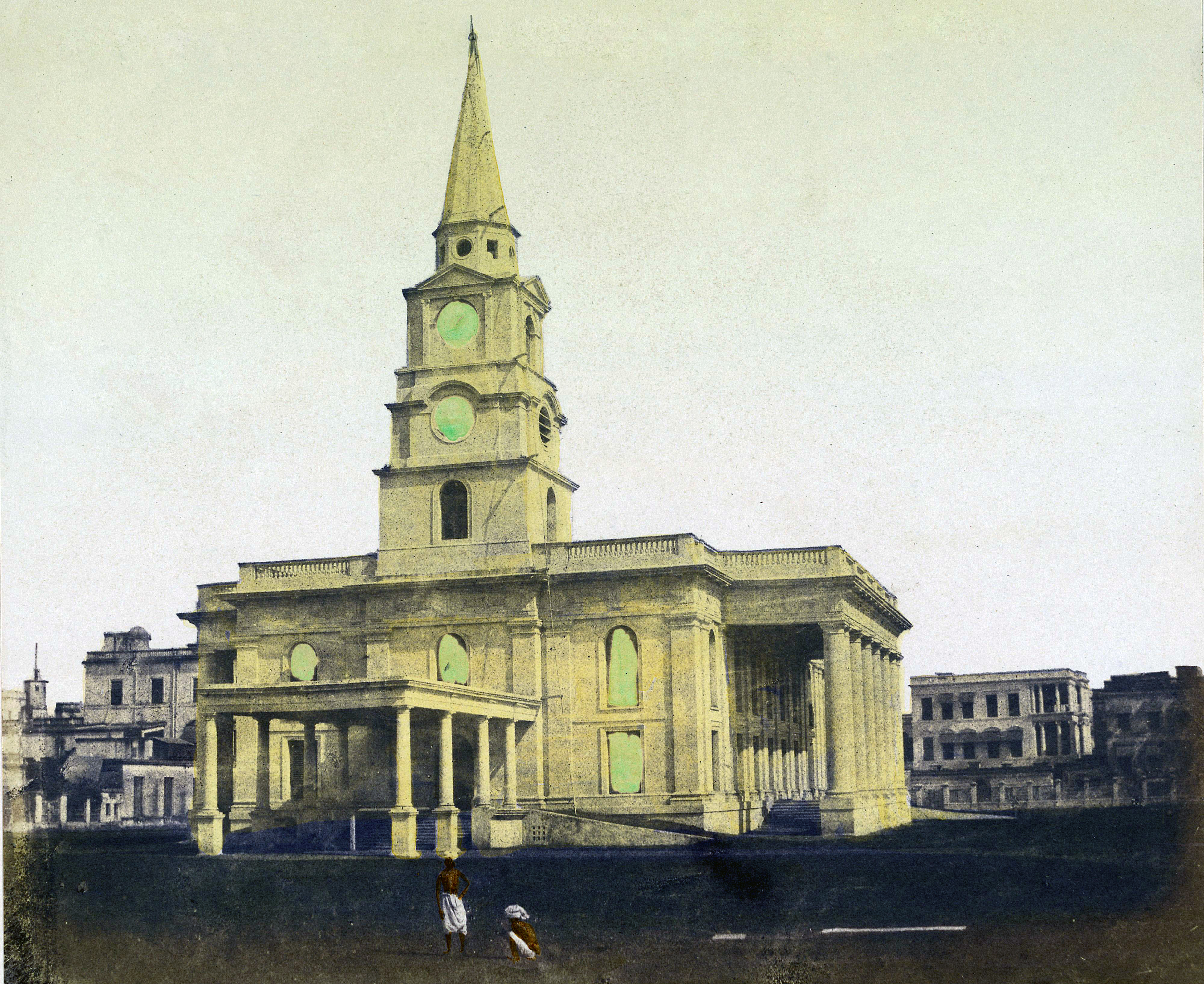
L'église en 1851 (photo d'époque colorée à la main).

En 1784 Warren Hastings, premier Gouverneur général des Indes, pose la première pierre d’un nouvel édifice. L’église est inaugurée et ouverte au culte trois ans plus tard. Édifiée sur un terrain offert à la Compagnie anglaise des Indes orientales par le Maharaja Nabas Krishna Deb de Sovabazar, l’église Saint-Jean a immédiatement un statut quasi officiel.
En  1814 arrive à Calcutta Thomas Middleton, premier évêque (anglican) de Calcutta. Il fait de Saint-Jean sa cathédrale. Tous les services religieux de quelque importance se déroulent à Saint-Jean. Elle perdra ce statut en 1847, lorsqu’une nouvelle cathédrale de style néo-gothique, la cathédrale Saint-Paul, sera édifiée dans la partie sud du 'Maïdan', le grand parc central de la ville.
L’église Saint-Jean est depuis lors simple église paroissiale. Les nombreuses tablettes, les cénotaphes et autres monuments qui ornent son intérieur et jardin font de l’église un monument à la mémoire de l’époque du Raj britannique. Comme paroisse elle a perdu beaucoup de son importance, le quartier où elle se trouve s’étant vidé de ses habitants, pour laisser place à des banques et bâtiments administratifs ou commerciaux.

## Patrimoine

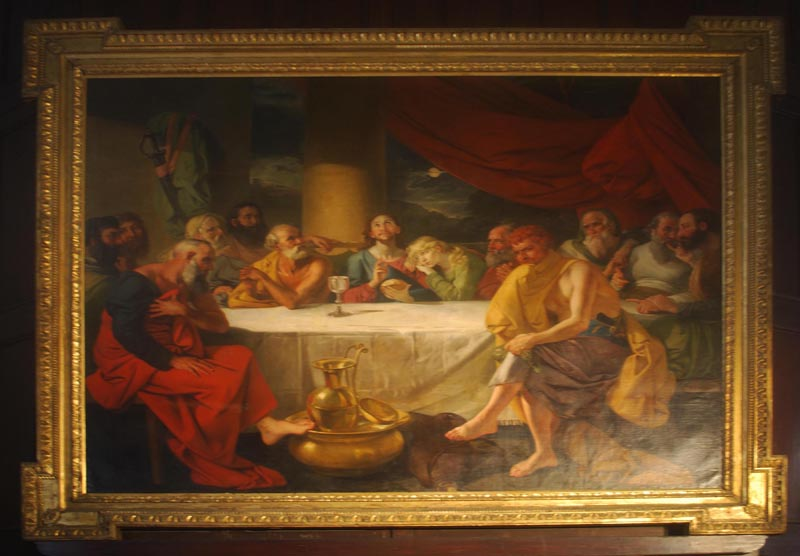
La Dernière Cène de Zoffany.

- Un tableau de Johann Zoffany : la Dernière Cène.
- Le long de ses murs, des tablettes rappelant le souvenir d’ecclésiastiques, officiers, docteurs et autres personnalités de la Compagnie des Indes orientales.
- Près de l’entrée de l’église une liste des premiers chapelains de la Compagnie, commençant avec le nom de John Evan, en 1677.

## Ancien cimetière
L’ancien cimetière, entourant l’église est devenu un jardin. Il s’y trouve nombre de monuments et pierres tombales intéressantes.
- Le mausolée octogonal de Job Charnock, fondateur de la ville de Calcutta, décédé en 1693.
- Un obélisque posé sur une large plateforme, le monument Holwell, à la mémoire de ceux qui moururent dans le « trou noir » de Calcutta, un épisode tragique du siège, suivi de la prise, de Calcutta par le nawab du Bengale (en 1756).
- Un mémorial aux soldats morts lors de la seconde guerre contre les Rohillas (1794).
- Le mausolée de Frances Johnson - old resident, well loved and respected - décédée en 1812, à l’âge exceptionnel de 89 ans. Elle était appelée la ‘Begum’ car elle vécut quelque temps au zenana des nawabs de Murshidabad.